# Roland Berger
Pour les articles homonymes, voir Berger (homonymie).
Roland Berger Strategy Consultants, créé en 1967 en Allemagne par le Dr. Roland Berger, est un des principaux cabinets de conseil en stratégie sur le plan international. En 2015, le cabinet se renomme Roland Berger. C'est l'un des cabinets de conseil en stratégie d'origine européenne les plus réputés.

## Histoire
Roland Berger, né le 22 novembre 1937, crée son entreprise de conseil en 1967. Au cours des décennies suivantes, ce sont 50 bureaux qui ont ouvert leurs portes. Le début des années 2000 a été une période faste pour le cabinet qui connaît alors une croissance rapide, fort d'une importante empreinte européenne et porté par l'ouverture de nombreux bureaux en Amérique latine, au Moyen-Orient, en Afrique et en Asie.

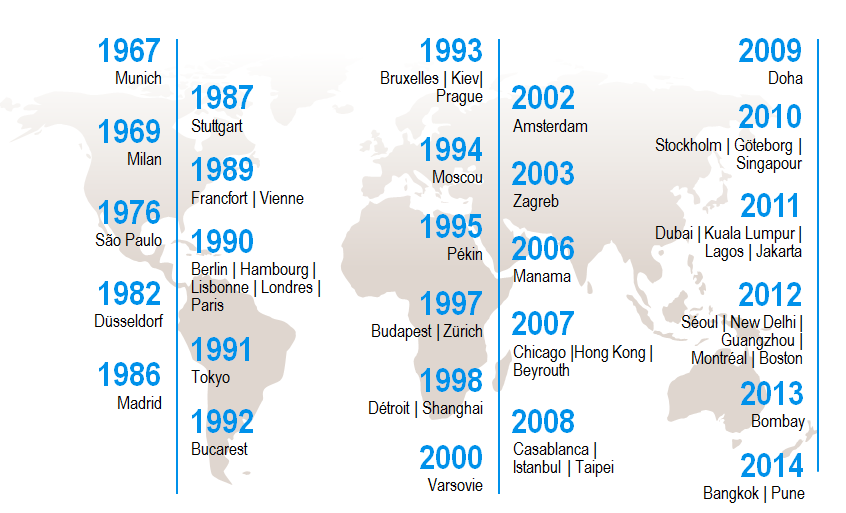
Chronologie des ouvertures de bureaux Roland Berger à travers le monde.

En novembre 2010, Roland Berger est en pourparlers avec Deloitte pour considérer un rapprochement des deux cabinets, mais les associés de Roland Berger votent unanimement contre ce rapprochement.
En septembre 2011, Roland Berger propose un nouveau plan pour sauver la Grèce, plan baptisé Eureca et calqué sur le Treuhand. Le plan propose de centraliser les principaux actifs de l'état grec dans une holding (dont les actifs pourraient atteindre 125 milliards $) pour le revendre ensuite à une institution européenne dont le siège se situerait au Luxembourg. Selon l'agence, ce plan permettrait de ramener à 88 % le ratio dette/PIB du pays. Bruxelles n'a pas donné de suite à ce plan.
Le 21 mai 2012, le gouvernement espagnol confie à Roland Berger et Oliver Wyman la conduite d'un audit sur ses banques pour « dissiper définitivement les doutes autour de la valorisation des actifs bancaires en Espagne ».
En 2013, Roland Berger est conseil de Mathieu Gallet, alors à la tête de l'Institut national de l'audiovisuel (INA), service qui suscite des questions concernant la régularité de l'attribution de ce marché public.
En juin 2015, Roland Berger est missionné pour étudier l'éventuelle entrée en bourse du producteur italien de café Illy.
En septembre 2017, Roland Berger et Sigfox, premier fournisseur mondial d'origine française d’une solution de connectivité dédiée à l’Internet des objets (IoT), annoncent un partenariat: ULTRA VALUE.
Le patron mondial de Roland Berger Charles-Édouard Bouée a annoncé sa démission en juin 2019, la direction étant alors assurée par cinq associés issus de différents pays. En mars 2020, le conseil d'administration est réduit à trois personnes ; Olivier de Panafieu, qui candidatait, est écarté et Stefan Schaible est élu président.
Le 24 janvier 2022, la société annonce avoir suspendu Olivier de Panafieu de ses fonctions de directeur de la filiale française (managing partner), au lendemain de révélations sur un dîner de lever de fonds que celui-ci aurait organisé en faveur du candidat d'extrême-droite à l'élection présidentielle, Éric Zemmour.
En 2020, le cabinet facture 425 000 € au gouvernement français un rapport sur la petite enfance, une mission déjà confiée à un groupe d'experts bénévoles animés par le neuropsychiatre Boris Cyrulnik. Par ailleurs, la direction interministérielle de la transformation publique estime que les travaux du cabinet Roland Berger ne sont « pas au niveau » et que son travail sur le chiffrage de différentes mesures n'est « pas à la hauteur d’un cabinet de stratégie ».

## Activité
En 2017, le groupe emploie 2400 consultants. En 2012, il a généré un chiffre d'affaires de 900 millions d'euros. Ce cabinet est un partenariat indépendant, possédé par ses 220 associés. En 2017, Vault classe Roland Berger à la 4e position de son classement des 25 plus grands cabinets en Europe juste devant son concurrent allemand Simon-Kucher.
Roland Berger conseille des multinationales, des organisations à but non lucratif et des établissements publics dans de nombreuses problématiques de gestion – alignement stratégique, introduction de nouveaux modèles organisationnels, stratégie d’implémentation stratégique de systèmes d’information. Les secteurs de prédilection du cabinet sont la banque, l'énergie, la grande distribution, l'automobile et le private equity.